# Zeeslag op het Poyangmeer
De Zeeslag op het Poyangmeer (鄱陽湖之戰) was een zeeslag op het Poyangmeer van 30 augustus tot 4 oktober 1363 tussen de vloten van de Han onder bevel van Chen Youlian en van de Ming onder bevel van Zhu Yuanzhang. Met 850.000 opvarenden was de grootste zeeslag qua aantal opvarenden ooit. In de slag werden vuurwapens gebruikt. Chen Youlian sneuvelde na een pijl door zijn hoofd en de Han gaven zich over. De overwinnaar Zhu Yuanzhang werd onder de naam Hongwu de eerste keizer van de Ming-dynastie.

## Beleg van Nanchang
De Mongoolse Yuan-dynastie was in verval en verloor terrein aan de opstandelingen. De opstandelingen van de Wu, de Han en de Ming streden onder elkaar om de macht.
De Han belegerden vanop het Poyangmeer de stad Nanchang van de Ming. Ze benutten daartoe torenschepen,  楼船, lóuchuán, drijvende sterke en hoge forten die traag bewogen en diep water vereisten. De wallen van Nanchang waren hoger en de torenschepen konden weinig uitrichten. Aanvallen over land werden telkens teruggeslagen.
Een boodschapper van de Ming kon over het meer door de blokkade glippen en in Nanjing de leider Zhu Yuanzhang van de Ming om hulp verzoeken. De meeste strijdkrachten en schepen van de Ming waren in gevecht met het koninkrijk van de Wu geleid door Zhang Shicheng.

## Ontzettingsvloot
Toch zeilde Zhu Yuanzhang in 9 dagen van zijn hoofdstad Nanjing naar Nanchang met de schepen die hij kon verzamelen. Zijn schepen waren kleiner dan die van de Han, maar sneller, wendbaarder en geschikt voor ondiep water. Het was zomer en het meer stond op een laag peil. Op 25 augustus nam hij de stad Hukuo in.
Toen de bevelhebber Chen Youliang van de Han de vloot van de Ming zag aankomen, besloot hij om het beleg van Nanchang voorlopig op te geven om eerst te vechten tegen de vloot van de Ming. Het werd donker en beide vloten gingen voor anker.
De vloot van de Ming splitste zich in elf eskaders, met de zwaarste schepen in het midden.
Een deel van de soldaten ging aan land om Nanchang te ontzetten. 

## 30 augustus
Na zonsopgang vielen de zwaarste schepen van de Ming de Han schepen frontaal aan. Zhu Yuanzhang gaf bevel om eerst de vuurwapens af te schieten, dan de kruisbogen en dan te enteren.
De andere schepen van de Ming manoeuvreerden naar plaatsen waar ze met trebuchets, branders en springstoffen steun konden verlenen.
Zo staken ze 20 Han schepen in brand, maar de Han staken het vlaggenschip van de Ming in brand.
Zhu Yuanzhang beval te blussen, maar de Han vloot concentreerde alle aanvallen op zijn vlaggenschip. 
Dit schip liep vast op een zandbank. De Han schepen omsingelden hem en bestookten hem met pijlen en vuur. De Ming vloot schoot ter hulp en het vlaggenschip kwam los van de zandbank. De Ming schepen probeerden te enteren, maar de Han schepen trokken zich terug naar dieper water.
Toen de nacht viel, trokken de Ming schepen zich terug voor reparaties.

## 31 augustus
's Morgens merkten de Ming, dat de Han hun schepen gehergroepeerd hadden. De torenschepen lagen in het midden en de kleinere schepen aan de rand, alle vastgeketend als verdediging tegen enteren. De Ming stuurden er weer branders op af: kleine vissersboten met brandend stro en buskruit. Omdat de Han schepen aan elkaar geketend waren, konden ze de branders niet ontwijken. Beide vloten trokken zich op het einde van de dag terug voor de nodige reparaties.

## 2 september
Na de aanvallen met branders op de aan elkaar geketende schepen, liet Chen Youliang zijn schepen nu los van elkaar varen. De Ming keerden terug naar hun tactiek van enteren.
Toen Zhu Yuanzhang bericht kreeg dat zijn aan land gezette grondtroepen Nanchang ontzet hadden, trok hij zijn vloot terug naar de monding van de Jangtsekiang en de Gan en bleef daar een maand liggen als blokkade voor de vloot van de Han.

## 4 oktober
Op 4 oktober kwamen de Ming weer in actie met branders. Bij gevechten kreeg Chen Youliang een pijl door zijn hoofd en stierf. De Han gaven zich daarop over.

## De Ming-dynastie
Chen Youliang werd opgevolgd door zijn zoon Chen Li, maar die verloor de strijd tegen Zhu Yuangzhang. 
Met de overwinning waren de Ming de leidende groep opstandelingen. In 1367 versloegen de Ming ook de Wu van Zhang Shicheng en alle opstandelingen sloten zich bij de Ming aan. Op 20 januari 1368 riep Zhu Yuangshang zichzelf tot Keizer uit onder de naam Hongwu. In 1368 nam hij de hoofdstad Khanbaliq van de gevallen Yuan-dynastie in. In 1381 veroverde hij de provincie Yunnan en regeerde hij over heel China, het begin van de Ming-dynastie.